# Кевін Беренс
Кевін Беренс (нім. Kevin Behrens, нар. 3 лютого 1991, Бремен, Німеччина) — німецький футболіст, нападник «Вольфсбурга» та національної збірної Німеччини.

## Ігрова кар'єра

### Клубна
Кевін Беренс як уродженець Бремена починав займатися футболом в академії місцевого клубу «Вердер». У 2010 році нападника було внесено до заявки другого складу «Вердера» у Регіональній лізі. До першої команди Беренс так і не зумів пробитися. Надалі більшу частину своєї професійної кар'єри Беренс виступав у клубах Регіональної ліги. Серед яких були «Алеманія», «Рот-Вайс» з Ессена, «Саарбрюкен».
Влітку 2018 року Беренс як вільний агент перейшов до клубу Другої Бундесліги «Зандгаузен», де провів наступні три сезони.
Під час літнього трансферного вікна 2021 року Кевін Беренс також на правах вільного агента приєднався до клубу Бундесліги - берлінського «Уніона». 14 серпня 2021 року у матчі проти «Баєр 04» Беренс зіграв свою першу гру у вищому дивізіоні. Кожного сезону футболіст дебютував у новому для себе турнірі єврокубків. У серпні 2021 року Беренс зіграв першу гру у Лізі конференцій.
За результатами сезону 2022/23 «Уніон» виборов право на участь у груповому раунді Ліги чемпіонів. 20 вересня 2023 року Беренс з перших хвилин вийшов на поле у матчі Ліги чемпіонів проти мадридського «Реала».
31 січня 2024 року перейшов до «Вольфсбурга».

### Збірна
У жовтні 2023 року Кевін Беренс отримав перший виклик до лав національної збірної Німеччини і 18 жовтня у товариському матчі проти Мексики нападник дебютував у головній команді країни.